# Уед Атмания
Уед Атмания (на арабски: وادي العثمانية) е град в Североизточен Алжир, област Мила, околия Шелгум Лаид, община Уед Атмания, административен център на едноименната община.
Градът има 22 988 жители, а населението на общината е 40 688 души (преброяване, 14.04.2008).
Разположен е на 764 метра надморска височина в Тел Атлас, на 31 километра югозападно от гр. Константин и 72 километра югоизточно от бреговете на Средиземно море. Край града е изграден голям язовир.